# Genísser
Els geníssers foren un cos d'elit de la infanteria de l'exèrcit otomà encarregat, entre d'altres tasques, de la custòdia i salvaguarda del soldà otomà, així com de les dependències de palau, i, de fet, era considerada la seva «guàrdia pretoriana». Tenen el seu origen al segle xiv (1330) i va ser abolit pel soldà Mahmut II el 1826.

## Etimologia
L'etimologia més acceptada, amb diferència, és que el nom turc, yeniçeri, és una simple fusió de les paraules otomanes یڭی (yeni, 'nou') i چری (çeri, 'soldat'), amb el significat de 'nou soldat'.
Tanmateix, l'acadèmica grega Elissàvet Zakhariadu plantejà una teoria diferent, segons la qual aquest nom provindria en última instància del català. Segons Zakhariadu, els turcs haurien pres el terme Γιανίτζαροι (Ianítzari) dels grecs romans d'Orient, que al seu torn haurien agafat el mot «genets» dels membres de la guàrdia imperial catalana de Joan VI Cantacuzè, encapçalada per Joan de Peralta.

## Origen dels geníssers
El sultà Orhan, governant de l'incipient Imperi Otomà, va fundar el cos militar dels geníssers al voltant del 1330. Al principi estava format per combatents no musulmans, sobretot joves cristians i presoners de guerra. Orhan potser va ser influenciat pels soldans mamelucs per a la creació d'aquest model de cos militar. Els geníssers es van convertir en el primer exèrcit otomà permanent, substituint a forces que estaven conformades principalment per guerrers tribals, en la lleialtat i moral dels quals no sempre es podia confiar. A més, cap combatent lliure (no esclavitzat) consentiria ser un soldat d'infanteria, considerant l'arriscada destinació que li era assignada.

## Instrucció, ensinistrament i estil de vida dels geníssers
Les primeres unitats geníssers es nodrien de captius de guerra i esclaus. Després dels anys 1380, el sultà Selim I va incrementar les seves files com a resultat d'un impost en forma humana denominada devshirmeh. Els homes del sultà reclutaven joves no musulmans, comunament nois cristians —triats al principi a l'atzar i més tard mitjançant una estricta selecció– per a ser ensinistrats. En segles posteriors semblen haver tingut predilecció principalment per candidats grecs i albanesos. En general seleccionaven nois d'entre set i catorze anys i el seu nombre es regia per la necessitat de soldats del moment. Més tard les autoritats otomanes ampliaren el devshirmeh a Hongria. Podria esperar-se que residents locals no apreciessin el costum otomà quan es procedia al reclutament forçós, encara que nombroses poblacions veien en això una font de riquesa i un pròsper futur per als seus fills pels beneficis que derivaven de pertànyer a aquest cos militar.
Els geníssers eren ensinistrats sota una disciplina estricta amb durs entrenaments físics, ensenyaments en el maneig d'armes de l'època i tàctiques militars, així com una impecable educació (aprenien diversos idiomes, literatura, comptabilitat, etc.) i en condicions pràcticament monàstiques en les escoles Acemi Oğlanı. En aquestes escoles d'instrucció s'esperava que romanguessin cèlibes i anaven almenys encoratjats a convertir-se a l'islam, el que la majoria així va fer. En la pràctica, els geníssers pertanyien al sultà. A diferència dels musulmans lliures, tenien expressament prohibit deixar-se créixer la barba, i només se'ls permetia dur un bigoti. Se'ls inculcava des d'un primer moment que consideressin al Cos de Geníssers com la seva casa i família i al sultà com el seu pare real. Només aquells que demostraven ser prou forts durant el període d'instrucció arribaven el rang d'un genísser veritable, normalment a l'edat de vint-i-quatre a vint-i-cinc anys. El regiment heretava les propietats dels geníssers morts.
Els geníssers també aprenien a seguir els dictats del sant dervix Hacı Bektaş-ı Veli que havia beneït les primeres tropes. D'aquesta manera, l'ordre sufi Bektaşı i els seus dervixos es van convertir en una espècie de capellans per a la Guàrdia genísser. En aquest aspecte, així com les seves similituds en la seva vida aïllada, els geníssers s'assemblen als ordes monàstics cristianes de guerrers monjos, com la dels Cavallers de Sant Joan o l'Orde del Temple.

## La Guàrdia genísser
El nombre d'integrants de les tropes geníssers va variar segons l'època des de 100 a més de 200.000. La Guàrdia genísser estava organitzada en orta (equivalent en turc per a Regiment). Suleiman Kanuni posseïa 165 ortes, però el nombre amb el temps va augmentar a 196. El sultà era el comandant suprem dels geníssers, si bé el Cos era organitzat i comandat per l'ağa (comandant). La Guàrdia genísser es dividia en tres categories:
- Cemaat (tropes frontereres), amb 101 ortes

- Beilics o beuluks (la guàrdia personal del sultà), amb 61 ortes

- Sekban o seirnen, amb 34 ortes

A més existien 34 ortes integrades pels acemi (aprenents). Al principi, els geníssers podien ascendir de rang tan sols dintre del seu pròpia orta i només per criteris d'antiguitat i jerarquia. Abandonaven la unitat tan sols per a assumir el comandament d'una altra.

## Curiositats
En el videojoc Age of Empires II, els geníssers són la unitat especial dels turcs.